# Sigando
Sigando is een bestuurslaag in het regentschap Padang Panjang van de provincie West-Sumatra, Indonesië. Sigando telt 1381 inwoners (volkstelling 2010).